# Eugeniusz Tyrkiel

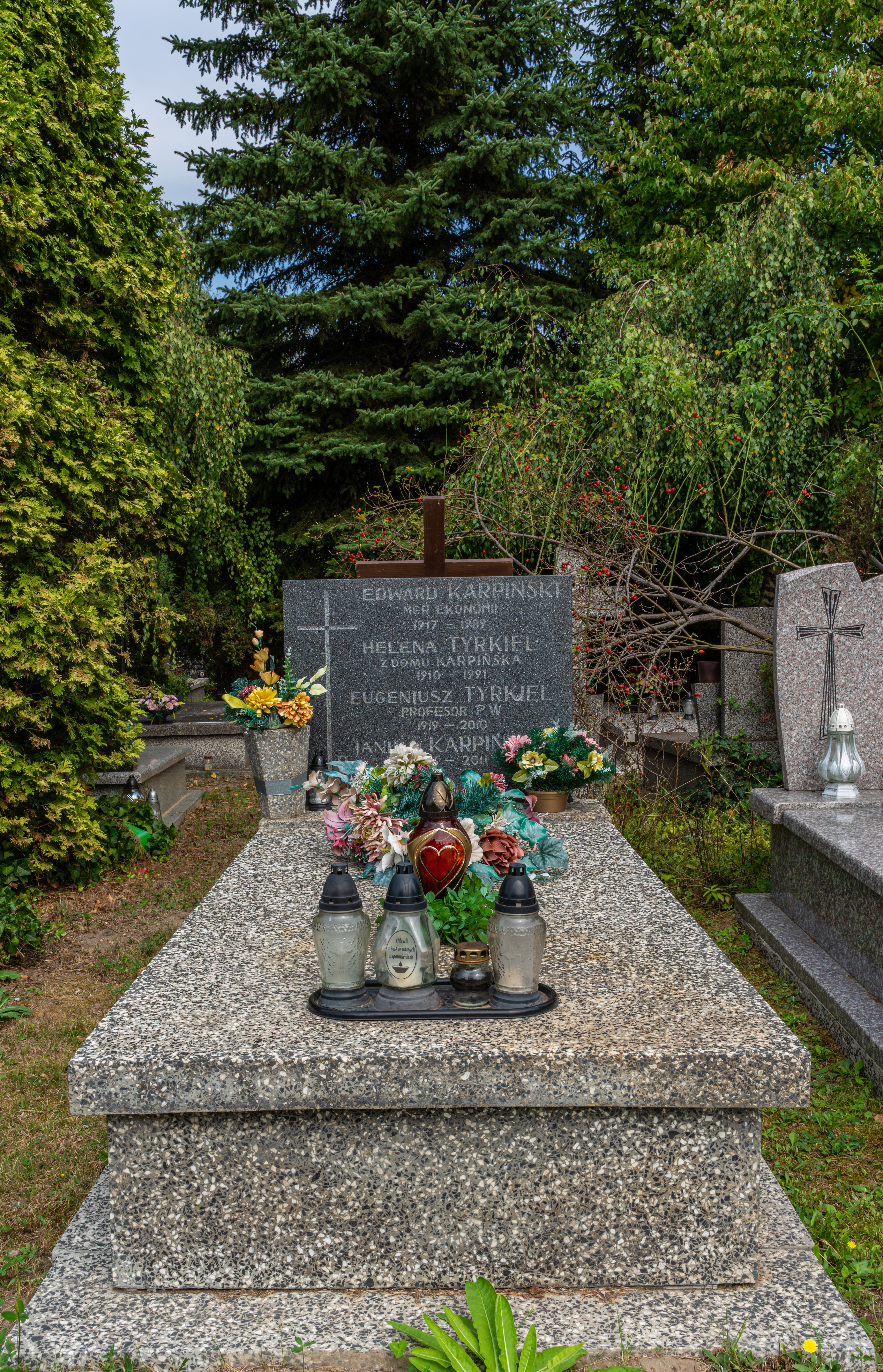
Grób Eugeniusza Tyrkiela na cmentarzu Komunalnym Północnym w Warszawie

Eugeniusz Tyrkiel (ur. 4 października 1919, zm. 19 stycznia 2010 w Warszawie) – polski inżynier materiałoznawstwa i termodynamiki stopów. 
Wychował się w Hajnówce, dokąd jego rodzina przeprowadziła się w 1925. W 1937 ukończył gimnazjum im. Tadeusza Kościuszki w Bielsku Podlaskim, po II wojnie światowej studiował na Wydziale Mechanicznym Politechniki Warszawskiej, magisterium obronił w 1949. Przez całe życie zawodowe był związany z macierzystą uczelnią jako wybitny specjalista w dziedzinie materiałoznawstwa i termodynamiki stopów. Ponadto był leksykografem, tłumaczem i językoznawcą oraz członkiem zespołów redakcyjnych opracowujących słowniki naukowo-techniczne. Jako koordynator, autor i wydawca pracował nad słownikami terminologii metaloznawstwa i obróbki cieplnej, które publikowano w kraju i zagranicą. Wydał cykl zeszytów historycznych dotyczących genezy Wydziału Inżynierii Materiałowej Politechniki Warszawskiej. Przewodniczył Komitetowi Terminologii Międzynarodowego Stowarzyszenia Obróbki Cieplnej Materiałów oraz był członkiem Międzynarodowego Stowarzyszenia Biograficznego. W 1998 został laureatem  przyznanego przez Uniwersytet w Cambridge tytułu Międzynarodowego Człowieka Roku 1997/98. 
Spoczywa na Cmentarzu Komunalnym Północnym w Warszawie (kw. W-XVIII-3, rząd	1, grób	8).

## Odznaczenia
- Krzyż Kawalerski Orderu Odrodzenia Polski;
- Złoty Krzyż Zasługi;
- Medal Komisji Edukacji Narodowej.